# Laços de Família
Laços de Família é uma telenovela brasileira produzida e exibida pela TV Globo de 5 de junho de 2000 a 2 de fevereiro de 2001, em 209 capítulos. Substituiu Terra Nostra e foi substituída por Porto dos Milagres, sendo a 59ª "novela das oito" transmitida pela emissora.  
Criada e escrita por Manoel Carlos, com a colaboração de Fausto Galvão, Maria Carolina, Vinícius Vianna e Flávia Lins e Silva, foi dirigida por Moacyr Góes e Leandro Neri. A direção geral foi de Rogério Gomes, Marcos Schechtman e Ricardo Waddington, também diretor de núcleo. 
Contou com Vera Fischer, Carolina Dieckmmann, Reynaldo Gianecchini, Tony Ramos, Marieta Severo, José Mayer, Deborah Secco e Giovanna Antonelli. 

## Enredo
Se aproximando do ano 2000, Helena Lacerda (Vera Fischer), uma elegante mulher de meia idade, proprietária de um salão de estética, se envolve em um acidente de carro com Eduardo Albuquerque (Reynaldo Gianecchini), conhecido por Edu, um jovem estudante de medicina que está prestes a se formar. O acidente acaba causando um corte no rosto de Helena, que logo é medicada inclusive pelo próprio Edu. O acidente entre os dois ocorre em frente á livraria Dom Casmurro, cujo dono é Miguel (Tony Ramos), um homem culto, da mesma faixa etária de Helena que acaba tendo que auxiliar tanto a ela quanto Edu quanto ao ocorrido e nisso, ele se encanta com Helena, que inicialmente se desentende com Edu por causa do acidente, mas após ele tratar dela no hospital, os dois se resolvem e acabam se apaixonando e mantendo contato, logo engatando um namoro. Quem acaba reprovando o relacionamento é Alma Flora (Marieta Severo), tia de Edu e Estela (Júlia Almeida), a qual cria como se fossem seus filhos após os pais deles sofrerem um acidente de avião em condições misteriosas, chegando até mesmo a cuidar da fortuna dos dois. Muito controladora, ela não concorda com relacionamento devido a diferença de idade entre Edu e Helena e acaba fazendo de tudo para separar o casal. Alma é casada com Danilo (Alexandre Borges), homem certamente mais jovem que ela, sendo ele um bon-vivant que vive sob sombra e água fresca e é seu quarto marido, já que dois morreram misteriosamente e um decidiu encerrar o casamento com Alma devido ao seu temperamento bastante controlador e possessivo. Danilo tem como rival Rodrigo (Paulo Figueiredo), amigo de Alma e que almeja ser seu quinto marido, visto que Danilo não assume o papel de um bom marido e é um mulherengo nato, tanto que vive paquerando sua empregada Rita (Juliana Paes), que vive fugindo de suas investidas.
Helena e Edu viajam para Tóquio e de lá, se encontram com Camila Lacerda (Carolina Dieckmmann), filha de Helena. Durante este tempo, ela namora Toshio (Oliver Okazaki), um rapaz oriental que conheceu na Universidade de Oxford, na Inglaterra, mas ao conhecer seu então padrasto Edu, ela se apaixona por ele, que parece corresponder, assim, ela coloca a perder seu namoro com o japonês e logo volta ao Brasil para viver com sua mãe. A relação entre Edu e Camila tem todo o apoio de Alma, que os enxerga como um casal perfeito por terem a mesma faixa de idade e incentiva os dois a ficarem juntos. Após constantes brigas com Camila, Helena decide deixar o caminho livre para a filha e termina o namoro com Edu. Quem reprova o relacionamento é Íris Lacerda (Deborah Secco), a irmã por parte de pai de Helena, que acredita numa suposta traição de Camila contra Helena, a chamando de Judas. Por ser muito mais jovem que Helena e ter idade próxima á de Camila, Íris tem com esta última uma relação semelhante á de duas irmãs, visto que vivem brigando entre si.
Íris é filha de Ingrid Frank (Lília Cabral) e Aléssio Lacerda (Fernando Torres), sendo ele pai também de Helena, que nunca aprovou o novo casamento do pai por considerar falta de respeito á memória de sua falecida mãe e ter dificuldades em aceitar sua madrasta de idade próxima a dela, que apesar da boa relação que possui com a filha, também precisa ter pulso firme para educá-la, visto que Íris e é uma menina extremamente malcriada, sempre aprontando e implicando com todo mundo. Ela é apaixonada por Pedro (José Mayer), homem rústico do campo que é apaixonado por animais e costuma descontar sua raiva e gênio forte nos funcionários do Haras que pertence à Alma, sendo ele seu sócio e principal administrador. No início da trama, ele possui um casamento falido com Silvia (Eliete Cigarini), proprietária de uma floricultura. Os dois se separam graças as armações de Íris, que nutre um amor platônico e doentio por ele, já que ela tem idade para ser sua filha e por isso, ele a trata como se fosse uma criança, chegando a fazer um papel semelhante ao de um pai em relação a uma filha, para desgosto de Íris, que neste interim, acaba perdendo seu pai já idoso por problemas de saúde. Aléssio, por sua vez, deseja se reconciliar com sua filha mais velha antes de sua partida.
Enquanto é acolhida no haras por Pedro, Íris tem como grande companheiro um cavalo negro chamado Vilão e convive com Socorro (Mônica Siedler), a agregada dos Frank Lacerda e sua melhor amiga, sempre presente nos seus planos. Apesar do temperamento totalmente oposto das duas, já que Íris é rude e Socorro tem uma personalidade doce e mansa, a ex-empregada dos pais de Íris por muitas vezes é a única que realmente a compreende e como não sabe dizer não á filha dos patrões, acaba pagando o pato pelas confusões armadas por esta. Eventualmente, Socorro desperta o interesse amoroso de Severino (Cláudio Gabriel), o desajeitado peão de Pedro no haras, que é a maior vítima do mau humor deste, que por sua vez se envolve com Cíntia (Helena Ranaldi) a veterinária do Haras, em um relacionamento totalmente problemático, vivendo como cão e gato entre constantes assédios.
Devido a isso, Pedro também entra em atrito com Alex (Daniel Boaventura), sócio e amigo de Cíntia que é apaixonado por ela; e também com Romeu (Paulo Zulu), instrutor de esqui aquático com quem ela tem uma espécie de amizade colorida. Tanto Alex quanto Romeu chegam a trabalhar lado a lado com Pedro e não conseguem levar desaforo pra casa diante das constantes grosserias e da soberba deste, enquanto Íris acaba disputando o amor de Pedro com Cíntia, que inicialmente é sua amiga e a protege do mau gênio de Pedro, mas as implicâncias da garota abalam a amizade entre as duas.
O que ninguém sabe é que Pedro e Helena tiveram um caso no passado e nessa relação, Helena acabou ficando grávida de Camila e sendo expulsa de casa, apesar de ter sido sempre contado que Helena e Aléssio tiveram uma briga no passado devido ao namoro com Pedro, já que os dois são primos de segundo grau, apesar deste ainda ser apaixonado por Helena e nem imaginar que teve uma filha com ela, uma vez que Camila acredita ser filha do mesmo pai de seu irmão Fred (Luigi Baricelli), que é o filho mais velho de Helena, que durante um período separada do pai de Fred, se envolveu com Pedro e engravidou de Camila, logo reatando com seu marido, que criou Camila em sua infância e logo faleceu.
Durante uma viagem ao haras, Camila e Pedro se aproximaram devido ao amor dela por cavalos, que conquistou o coração do rústico homem que acredita não ter filhos, enquanto Helena, após o término de namoro com Edu, acaba se envolvendo com Miguel, que é viúvo e cria sozinho seus dois filhos: a mimada Ciça (Júlia Feldens), que sonha em ter um namorado, mas muito devido ao seu comportamento imaturo, não tem sucesso com os homens; e o bondoso Paulo (Flávio Silvino), um rapaz que sofre com a paralisia cerebral ao sobreviver no acidente automobilístico que dizimou sua mãe e esposa de Miguel. Ambos são funcionários na livraria do pai. Ciça, a princípio, se apaixona por Edu, mas não é correspondida. Mais tarde se interessa por Fábio (Max Fercondini), rapaz rico que deseja comprar o cavalo Vilão de Íris e arruma encrenca com ela por isso. Eventualmente, ele se interessa por Íris, mas ela o despreza e o trata com grosseria. Ele por sua vez, insiste na tentativa de amolecer o coração da garota, que neste interim perde sua mãe quando as duas são feitas de reféns por um bandido cercado pela polícia que em uma tentativa desesperada, acerta um tiro de misericórdia em Ingrid e a mata, logo em seguida sendo baleado e morrendo também, ainda assim, Íris fica bastante traumatizada com a morte da mãe e implica ainda mais com Camila.
Enquanto isso, Paulo acaba se envolvendo com Capitu (Giovanna Antonelli), filha única do casal de idosos Paschoal (Leonardo Villar), que trabalha na livraria de Miguel; e Ema (Walderez de Barros), uma exímia costureira. Mãe solteira do bebê Bruninho, ela o cria sozinha após romper seu namoro com o malandro Maurinho (Luiz Nicolau), pai de Bruninho (Natan e Andrey Linhares). Maurinho é um marginal fora da lei que faz de tudo para recuperar a guarda do filho, ao mesmo tempo que pretende reatar a relação com Capitu, que vive fugindo dele, que em contrapartida, sempre tenta arrumar uma oportunidade para chantagear a moça em busca de dinheiro. Para ajudar no sustento do filho, assim como a se sustentar e a seus pais, Capitu acaba trabalhando escondida como prostituta, mas pensa em sair dessa vida, enquanto seus pais e os demais acreditam que ela é apenas uma estudante. Capitu divide apartamento com Simone (Vanessa Mesquita), que também é garota de programa. As duas moram no mesmo andar que os pais de Capitu. Em seu trabalho como garota de programa, Capitu acaba sendo perseguida por Orlando (Henri Pagnoncelli), um homem mais velho e bem sucedido que é obcecado por ela e chega até a brigar com Paschoal afim de ter a garota como sua propriedade, tanto que quando descobre que ela está tentando sair da prostituição, faz de tudo para mantê-la neste caminho afim de que ela dependa dele, criando assim uma espécie de relação extra-conjugal, visto que ele é casado.
Em meio a tudo isso, Capitu se aproxima de Fred, que foi seu namorado na adolescência e agora é casado com Clara (Regiane Alves), mulher de gênio forte e bastante exigente e ardilosa. Eles tem uma filha pequena, Nina (Larissa Honorato/Julia Maggessi) e os três moram com Helena, visto que Fred é um engenheiro desempregado e é o tempo todo humilhado pela esposa por isso, vivendo com ela um casamento fracassado imerso em brigas, agressões e desentendimentos. Em meio a isso, Fred acredita encontrar o amor novamente em Capitu, visto que os dois se interessam um pelo outro novamente e Helena e os demais (que a princípio desconhecem a profissão de Capitu) admiram bastante a moça e aprovam a relação, mas esta paixão irá enfrentar alguns obstáculos, já que Fred é ameaçado por Orlando, que também atormenta Paulo, enquanto o próprio Fred entra em atrito com Maurinho afim de proteger Capitu, cujo segredo é descoberto por Clara, que ao se dar conta da aproximação entre eles, começa a perseguir Capitu, ameaçando desvendar seu segredo, além de atormentar Fred ainda mais. Logo, Maurinho e Orlando conspiram contra Fred e Capitu, mas como ambos os vilões possuem interesse amoroso por ela, a aliança entre eles se transforma em rivalidade e eles começam a ameaçar um ao outro. 
Um núcleo mais ameno e divertido é o da clínica de estética Naturalis, administrada por Yvete (Soraya Ravenle), amiga e confidente de Helena. Yvete é casada com Viriato (Zé Victor Castiel), que sofre de impotência sexual. Os dois são pais da pequena Rachel (Carla Diaz). Os amigos deles e demais funcionários da Naturalis são Márcia(Inez Viana), secretária da clínica; o funcionário Laerte (Luciano Quirino) pai do menino Tide (Samuel Melo) que é amigo de Rachel e apaixonado por ela; e a assistente Antônia (Monique Curi), que eventualmente se envolve com Laerte. Costumam se reunir mesmo fora da clínica entre si em comemorações, churrascos e afins, dada a amizade entre eles. Outro núcleo mais ameno é o de Onofre (André Valli), ator de teatro que é casado com a cantora de ópera Ofélia (Denise Sartori), cuja assistente Luzia (Doriana Mendes) mora com eles. Os três são vizinhos e amigos de Paschoal e Ema e costumam frequentar a casa uns dos outros.

### Reta final
Camila eventualmente engravida de Edu e eles se casam, mas, durante a lua de mel, Camila acaba perdendo o bebê e durante a internação, é descoberto que ela possui leucemia. Helena então é obrigada a revelar o verdadeiro parentesco de Camila para todos e inicia a saga para salvar sua filha. Após ler um caso famoso de uma mãe que engravidou para salvar a sua filha, visando fazer uma transfusão de sangue por ter a mesma doença de Camila, Helena decide engravidar novamente de Pedro e para isso, termina o noivado com Miguel e rompe com Íris, que vê o gesto de Helena como traição. Íris começa a sentir o peso de suas atitudes após Vilão sofrer de uma doença grave, estando entre a vida e a morte, e acaba ficando totalmente sozinha, quando Socorro decide voltar para sua antiga casa após sentir medo por ver Íris cavalgando na madrugada em meio a uma forte chuva e ter uma visão na qual se encontra com os espíritos de Ingrid e Aléssio. Helena consegue engravidar de Pedro e com isso, gera Vitória, que acaba salvando Camila. Já Alma acaba tendo seu casamento arruinado após Danilo engravidar Rita. Esta acaba morrendo no parto.
Íris se arrepende de suas maldades e pede perdão à Camila, que aceita, assim como consegue reatar com Helena. Alma decide aceitar Danilo de volta e cria os filhos do marido como se fossem seus também, assim impondo novas condições no matrimônio. Na faculdade, depois de muito tempo solteira, Estela conhece um rapaz chamado Bento (Leon Góes), fotógrafo que se apaixona por ela e os dois engatam um romance. Fred e Clara se separam em definitivo após ele tomar a decisão de assumir o relacionamento com Capitu, que teve seu segredo exposto por Clara durante a festa de casamento de Camila e Edu.
Ela acaba decidindo se envolver com um cliente que conheceu numa agência de turismo, com condições financeiras melhores que a de Fred, mas ainda acaba deixando Nina para ser criada por ele. Capitu se livra definitivamente de Maurinho e Orlando quando o malandro é sequestrado por Orlando num carro e obrigado a dirigir estrada adentro, assim durante a viagem sem rumo dos dois, eles sofrem um grave acidente de carro e morrem, enquanto ela fica livre para se relacionar com Fred e acaba tendo a aprovação de Ema, que enxerga o antigo namoro como uma "salvação" para sua filha e a própria Simone, que acaba se redimindo e abandona a prostituição.
Paulo inicia um romance com sua fisioterapeuta Isabel (Cynthia Benini), que sempre fora apaixonada por ele; Alex conhece e se apaixona por Ana (Flávia Guimarães), funcionária da livraria, e os dois iniciam um romance que culmina em casamento; enquanto Cíntia e Pedro tem seu último beijo e se despedem, ao que ela vai passar um tempo fora do país com Romeu, com quem parece iniciar um romance oficial. Miguel e Helena reatam o noivado e se casam, assim como Íris decide viver definitivamente com Pedro, que se muda para uma fazenda no interior e acompanha a recuperação de Vilão, que melhora e fica curado. A trama encerra com uma passagem de tempo de quatro anos com todos reunidos na festa de aniversário de Vitória, filha de Helena e Pedro que foi adotada por Edu e Camila, que ainda pretendem ter seus filhos.

## Elenco
| Intérprete           | Personagem                                      |
| -------------------- | ----------------------------------------------- |
| Vera Fischer         | Helena Lacerda                                  |
| Carolina Dieckmmann  | Camila Lacerda Ferrari                          |
| Reynaldo Gianecchini | Eduardo de Albuquerque Monteiro Fernandes (Edu) |
| Tony Ramos           | Miguel Soriano                                  |
| Marieta Severo       | Alma Flora Pirajá de Albuquerque                |
| José Mayer           | Pedro Marcondes Mendes                          |
| Deborah Secco        | Íris Frank Lacerda                              |
| Giovanna Antonelli   | Carla Bastos Gomes (Capitu)                     |
| Luigi Baricelli      | Frederico Lacerda Ferrari (Fred)                |
| Regiane Alves        | Clara Lacerda Ferrari                           |
| Helena Ranaldi       | Cíntia Martins                                  |
| Alexandre Borges     | Danilo Menezes                                  |
| Lília Cabral         | Ingrid Frank Lacerda                            |
| Júlia Feldens        | Maria Cecília Soriano (Ciça)                    |
| Flávio Silvino       | Paulo Soriano                                   |
| Soraya Ravenle       | Yvete                                           |
| José Victor Castiel  | Viriato                                         |
| Leonardo Villar      | Paschoal Gomes                                  |
| Walderez de Barros   | Ema Bastos Gomes                                |
| Júlia Almeida        | Estela Monteiro Fernandes                       |
| Daniel Boaventura    | Alexandre Vilares (Alex)                        |
| Umberto Magnani      | Eládio                                          |
| Marly Bueno          | Olívia Martins                                  |
| Thalma de Freitas    | Zilda                                           |
| Inez Vianna          | Márcia                                          |
| Monique Curi         | Antônia                                         |
| Luciano Quirino      | Laerte                                          |
| Henri Pagnoncelli    | Orlando                                         |
| Xuxa Lopes           | Glória                                          |
| Paulo Figueiredo     | Rodrigo                                         |
| Beatriz Lyra         | Cleide                                          |
| Yara Lins            | Nilda Soriano                                   |
| Cléa Simões          | Irene                                           |
| André Valli          | Onofre                                          |
| Denise Sartori       | Ofélia                                          |
| Vanessa Machado      | Simone                                          |
| Luiz Nicolau         | Mauro (Maurinho)                                |
| Juliana Paes         | Rita de Cássia (Ritinha)                        |
| Mônica Siedler       | Socorro                                         |
| Cláudio Gabriel      | Severino                                        |
| Arlete Heringer      | Marta                                           |
| Flávia Guimarães     | Ana                                             |
| Felipe Rocha         | Zeca Lemes                                      |
| Cynthia Benini       | Isabel                                          |
| Leon Góes            | Bento                                           |
| Paulo Zulu           | Romeu                                           |
| Max Fercondini       | Fábio Moraes                                    |

### Crianças
| Intérprete              | Personagem                |
| ----------------------- | ------------------------- |
| Carla Diaz              | Rachel                    |
| Samuel Melo             | Tide                      |
| Júlia Maggessi          | Nina                      |
| Natan e Andrey Linhares | Bruninho (bebê de Capitu) |

### Participações especiais
| Intérprete            | Personagem                                         |
| --------------------- | -------------------------------------------------- |
| Fernando Torres       | Aléssio Lacerda                                    |
| Eliete Cigarini       | Sílvia                                             |
| Lavínia Vlasak        | Luiza                                              |
| José Lewgoy           | Ezequiel, pai de Marcela                           |
| Vírginia Calas        | Carmem, Mãe De Marcela                             |
| Ana Maria Magalhães   | Lívia, falecida mulher de Miguel                   |
| Iran Malfitano        | Pedro (jovem)                                      |
| Lilian Mattos         | Helena (adolescente)                               |
| Josie Antello         | Neuza                                              |
| Ana Carbatti          | Aline                                              |
| Caco Monteiro         | Gervásio                                           |
| Luiz Baccelli         | Dr. César                                          |
| Cláudia Vieira        | Tereza, enfermeira de Camila                       |
| Edson Silva           | Heitor                                             |
| Graziela di Laurentis | Daniela                                            |
| Alby Ramos            | Bira                                               |
| Lulu Pavarin          | Clarice                                            |
| Paulo Caruso          | Rubens (Rubinho)                                   |
| Lionel Fischer        | Fernando                                           |
| Alexandra Richter     | Elisa                                              |
| Taveira Júnior        | Juvenal                                            |
| Miwa Yanagizawa       | Cel                                                |
| Múcio Medeiros        | Carlão                                             |
| Juliana Silveira      | Patrícia                                           |
| Vitor Hugo            | Marquinhos (amigo de Paulo e namorado de Patrícia) |
| Nívea Helen           | Nair, Mãe De Tide                                  |
| Wladimir Candini      | Martins                                            |
| Samantha Brandão      | Maria                                              |
| Francisco Carvalho    | Getúlio                                            |
| Maurício Tavares      | Dr. Silveira                                       |
| Moacir Chaves         | Dr. Aloísio                                        |
| Andréa Cavalcanti     | Verinha                                            |
| João Junior           | Trindade                                           |
| Nilton Marques        | Alfredo                                            |
| Nany di Lima          | Noêmia                                             |
| Edward Boggis         | Rafael                                             |
| Joana Motta           | Liza                                               |
| Rafael Baronesi       | Nathan                                             |
| Salvatore Giuliano    | Luiz                                               |
| Giovanna de Toni      | Eloíse                                             |
| Herbert Richers Jr.   | Sérgio (amigo de Edu)                              |
| Paula Tolentino       | Marcela                                            |
| Benito Carmona        | Roberto (ex-namorado de Camila)                    |
| Oliver Okazaki        | Toshio                                             |
| Sônia Siqueira        | Marisa                                             |
| Lucas Margutti        | Ricardo (ex-namorado de Ciça)                      |
| Adriano Garib         | Policial                                           |

## Produção

### Escolha do elenco
Carolina Ferraz foi convidada para interpretar Capitu, porém recusou. A modelo Vanessa Mesquita passou nos testes para a personagem, porém após os primeiros ensaios, a direção decidiu fazer uma troca: ela foi transferida para a personagem Simone, melhor amiga de Capitu, e Giovanna Antonelli, que originalmente faria Simone, foi promovida a Capitu. Fernanda Paes Leme foi convidada para interpretar Iris, porém a direção da série Sandy & Junior não a liberou e Deborah Secco ficou com a personagem.
Rodrigo Faro foi escalado para interpretar Edu, porém o produtor de elenco Luiz Antônio Rocha viu Reynaldo Gianecchini na peça teatral O Príncipe de Copacabana e achou que ele se enquadraria melhor no papel. Convidou-o para um teste, no qual foi aprovado, enquanto Rodrigo foi transferido para O Cravo e a Rosa.

### Locações

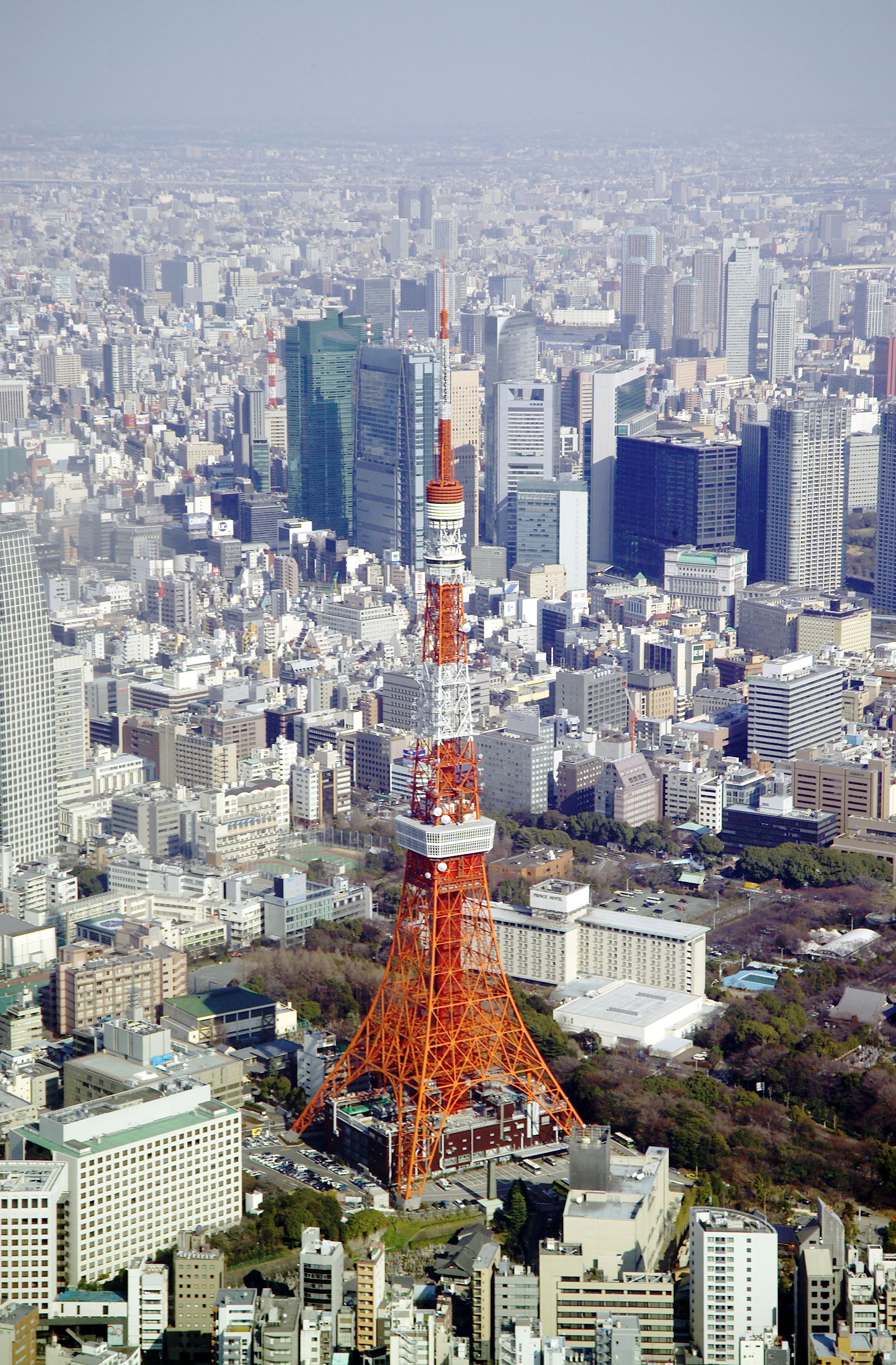
Tóquio, cidade onde tiveram cenas gravadas nos primeiros capítulos.

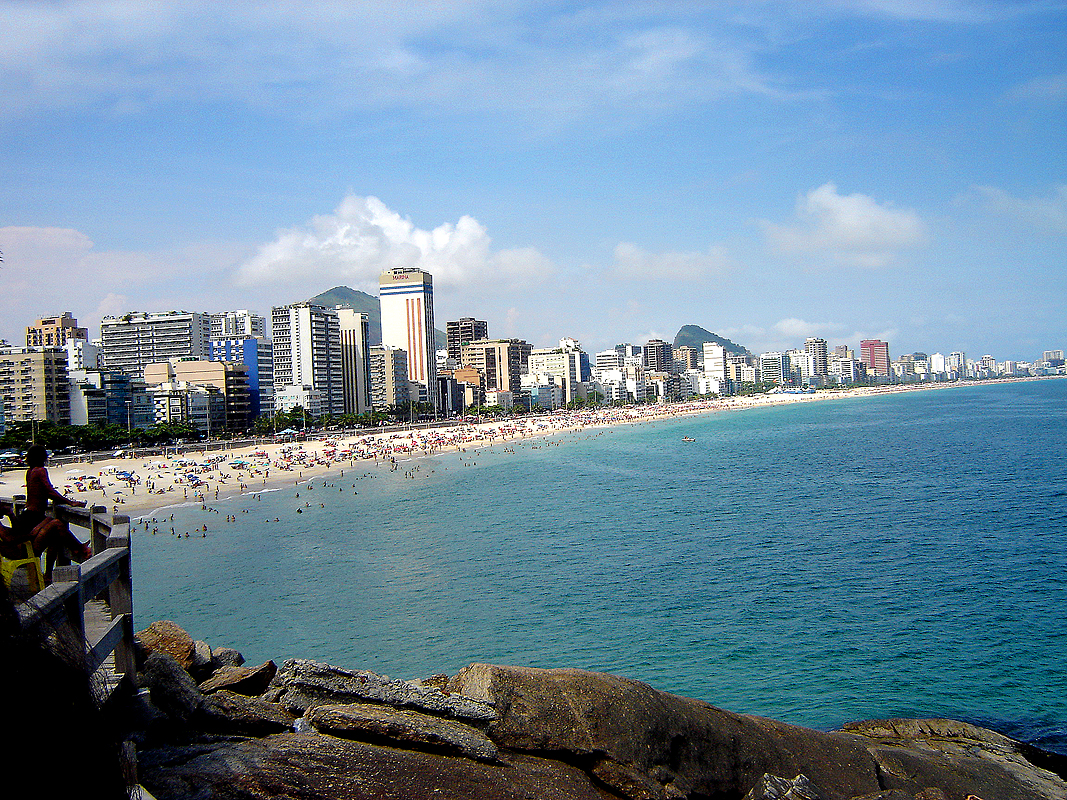
Leblon, a locação principal da trama.

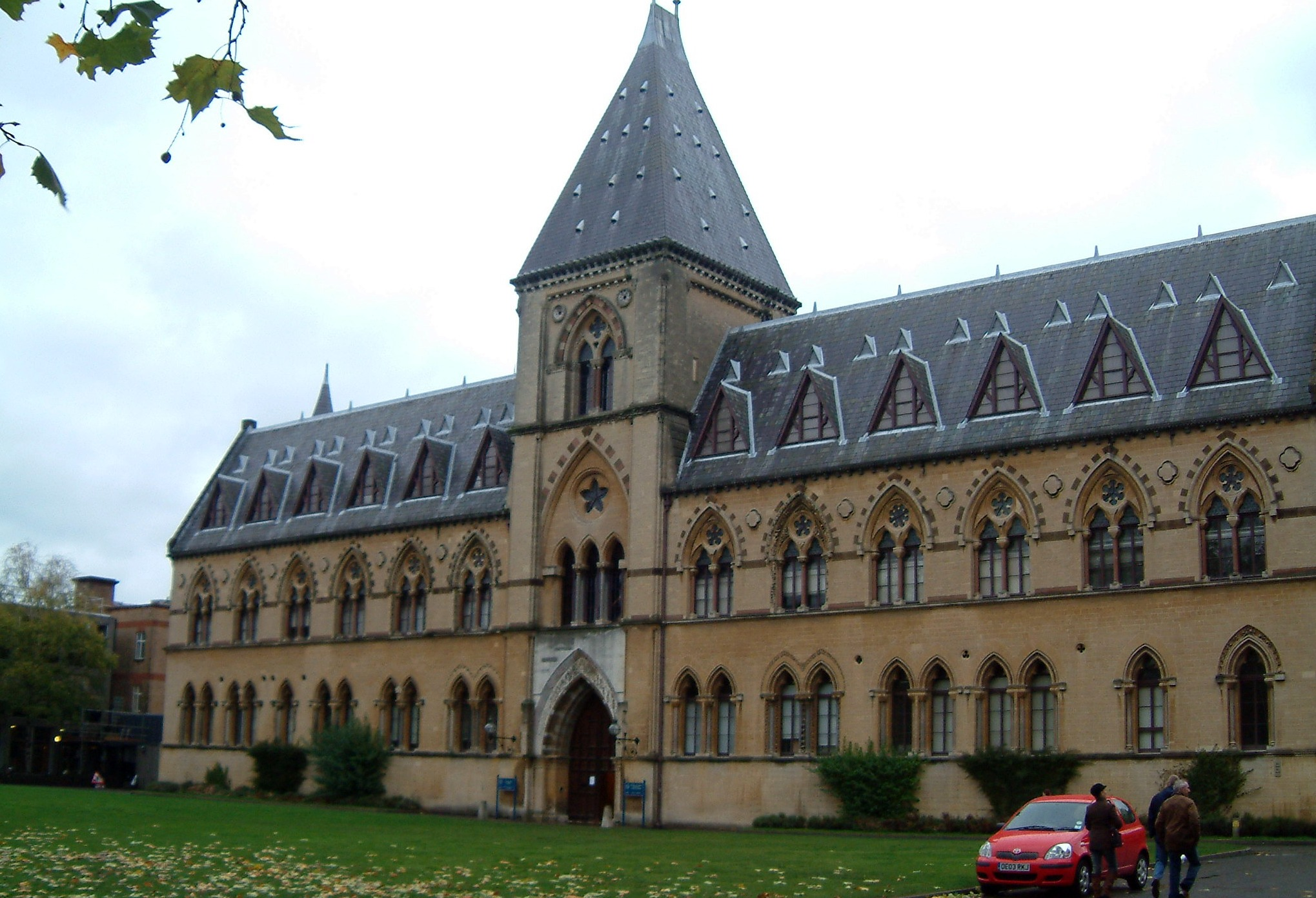
Oxford, onde Camila estudou literatura.

Um cenário externo reproduzindo uma floricultura foi construído, contando com mais de quarenta arbustos de diferentes cores e tipos – rosas, lírios, gérberas, margaridas, orquídeas –, todas artificiais, mas combinando a textura e tipo de iluminação.
Os atores Tony Ramos, Vera Fischer, Reynaldo Gianecchini, Carolina Dieckmann e Júlia Feldens viajaram para Quioto, Nikkō e Tóquio, no Japão, com uma equipe de 25 pessoas para gravar as cenas iniciais de seus personagens, Miguel, Helena, Edu, Camila e Ciça, respectivamente, com o apoio de profissionais da IPC Television, retransmissora da TV Globo Internacional naquele país.
A Livraria Dom Casmurro, propriedade de Miguel na trama, teve como locação nos primeiros capítulos uma livraria real, mas depois foi construído um cenário idêntico no Projac, com um busto de Machado de Assis e com quase cinco mil livros emprestados por editoras.
Alguns atores passaram por treinamento especial e foram auxiliados por profissionais especializados, como nas locações da clínica Naturalis onde Helena é sócia, que lidava com vários tratamentos de beleza, como acupuntura e fisioterapia. Para as cenas no haras de Pedro, os atores receberam treinamento para lidar com os cavalos. A trama também teve gravações na cidade de Camaquã, no Rio Grande do Sul.
O diretor Ricardo Waddington declarou que procurou trabalhar com poucos movimentos de câmeras para conseguir traduzir a intimidade que o texto de Manoel Carlos deveria levar ao telespectador. O diretor optou por privilegiar o plano-sequência – em que uma sequência é filmada sem cortes – para interferir pouco nas cenas. Os capítulos foram pontuados por stock shots – imagens de arquivo – com personagens e cenários típicos do Leblon.
Para compor a personagem Capitu, Giovanna Antonelli entrevistou várias garotas de programa. Na opinião de Giovanna, sua personagem não era uma prostituta, e sim "uma garota que fazia programas", pois ela era uma garota normal, que não dava pistas sobre a sua vida pessoal: Ela é uma garota como qualquer outra jovem carioca, que poderia ser sua vizinha sem que você percebesse o que ela faz. (Giovanna Antonelli) 
Vera Fischer conseguiu uma licença para ficar duas semanas afastada da novela, por ter perdido sua mãe, Hildegard Berndt, que morreu em setembro de 2000, durante um período de grande estresse da atriz, que vinha tendo um intenso ritmo das gravações.
O casamento de Camila (Carolina Dieckmann) e Edu (Reynaldo Gianecchini) foi gravado inicialmente na igreja São Pedro de Alcântara, no bairro da Urca. Porém, a Arquidiocese do Rio puniu a igreja por permitir as gravações dentro da capela. As cenas do casamento tiveram que ser gravadas em estúdio e sem a participação dos atores menores de idade.

### Censura da Justiça
Em novembro de 2000, o Ministério da Justiça exigiu que a Globo retirasse do elenco da novela todos os menores de dezoito anos, inclusive figurantes, e que a trama fosse exibida depois das 21h. A justificativa foi que a trama possuía "cenas com conotação sexual e imagens de violência doméstica ou urbana". Além disso, os menores que estavam no elenco da novela não possuíam alvará judicial para poder atuar. Para solucionar o caso, o autor Manoel Carlos escreveu as cenas "dos sumiços" dos atores, que estavam proibidos pela justiça de aparecer na TV, colocando diálogos pros personagens adultos com justificativas comuns na trama para a ausência das crianças. O veto durou três semanas e, após acordo com a justiça, as crianças voltaram a gravar a novela. Um dos ajustes acordados foi a substituição de Lilian Mattos, que vivia Helena em cenas de flashback na trama, por Andressa Koetz. A única menor de idade que permaneceu no elenco foi Júlia Almeida, filha de Manoel Carlos, que conseguiu um mandado de segurança.
Júlia Maggessi, com dois anos na época, que havia substituído Larissa Honorato no papel de Nina, também foi afastada do elenco. Larissa, de um ano e dez meses, foi substituída após as primeiras gravações por não ter se adaptado a trama. O caso mais emblemático ocorreu durante as gravações de uma cena de discussão entre os personagens de Luigi Baricelli e Regiane Alves, que terminava com um atropelamento (Regiane e a criança foram trocadas por bonecos). A atriz carregava a criança no colo enquanto descia lances de escada e discutia aos gritos na cena com o personagem de Baricelli, que precisou ser refeita 19 vezes e deixou a criança assustada a partir da sétima vez. Na exibição da cena na TV, Nina aparece o tempo todo chorando. Um laudo feito a partir da cena pelo Núcleo de Psicologia da 1.ª Vara da Infância e da Juventude do Rio de Janeiro, que apontou que a criança sofreu abuso psicológico, foi incluído na ação civil pública do Ministério Público do Estado do Rio. Para o jornal O Estado de São Paulo, Manoel Carlos admitiu o erro e passou a não escrever mais cenas de tensão envolvendo crianças. Em 2021, Regiane Alves declarou em entrevista que a cena do atropelamento foi uma de suas mais marcantes na trama.

### Cenas memoráveis

A atriz Carolina Dieckmmann foi pega de surpresa, e raspou a cabeça de verdade, depois que sua personagem Camila descobre que tem leucemia.

Uma das cenas mais marcantes é quando Camila (Carolina Dieckmann) raspa a cabeça ao descobrir que tem leucemia. A gravação aconteceu no dia 5 de dezembro de 2000, emocionando a atriz, que chorou de verdade durante a gravação. A cena foi ao ar no dia 9 de dezembro. A cena foi usada depois pela emissora, em uma campanha para incentivar a doação de medula óssea. A campanha ganhou o prêmio BITC Awards for Excellence em 2001, na categoria "Global Leadership Award". O prêmio é considerado a maior honraria concedida a ações de responsabilidade social do mundo.
Outras cenas memoráveis foram quando Íris (Deborah Secco) visita Camila (Carolina Dieckmann) no hospital e acaba levando uma surra de Helena (Vera Fischer), e a morte da mãe de Íris, Ingrid (Lília Cabral), depois de ser baleada diante da filha durante um assalto. Íris fica abalada psicologicamente, e passa a ver o fantasma da mãe nos demais capítulos da novela. Para criar a cena, Manoel Carlos se inspirou no caso real do sequestro do ônibus 174, ocorrido no Rio de Janeiro em junho de 2000.

### Repercussão
A novela ganhou três paródias no humorístico Casseta & Planeta, Urgente!: Esculachos de Família, Chifres de Marília (pelo fato do ator Reynaldo Gianecchini estar namorando Vera Fischer e Carolina Dieckmann na novela, época em que ele estava casado com a atriz Marília Gabriela) e Passos de Quadrilha (devido à festa junina), como o grupo humorístico faz com praticamente todas as telenovelas do horário nobre da TV Globo.
Tal como aconteceu com Eduarda (Gabriela Duarte), personagem de Por amor, os internautas também criaram sites contra a personagem Camila (Carolina Dieckmann). Visto a princípio como um manifesto de ódio, o autor declarou ver como positivo esse tipo de mídia pois mede a repercussão da novela e mexe com o público
A personagem Íris também despertava o ódio dos telespectadores. A atriz Deborah Secco chegou a apanhar em um supermercado. A agressora bateu na atriz com a bolsa e enquanto batia, dizia que odiava muito a Íris. Deborah declarou que não se sentiu incomodada, e que ficou feliz com a repercussão do seu trabalho.
A gravidez de Helena (Vera Fischer) aos 44 anos e de modo natural, causou receio e críticas por parte dos especialistas em medicina reprodutiva. Segundo eles, a chance de uma mulher engravidar de modo natural depois dos quarenta anos não chegava a 1%. Alguns afirmavam que na condição em que a personagem se encontrava (óvulos velhos, estresse e nenhum tratamento hormonal anterior), era quase impossível ocorrer gravidez. Ou seja, o caso mostrado na novela estava criando falsas expectativas nas mulheres.
A trama conscientizou os telespectadores sobre a necessidade da doação de medula óssea, levando a um aumento no interesse para a doação.

## Recepção

### Audiência
Exibição original
O primeiro capítulo, em 5 de junho de 2000, conseguiu 45 pontos de média, com pico de 52. Esses índices foram inferiores aos da antecessora Terra Nostra, que marcou 51 pontos na estreia.
No capítulo em que Camila (Carolina Dieckmann) raspou a cabeça devido à leucemia, exibido em 9 de dezembro, a trama marcou 46 pontos. No capítulo de 11 de dezembro, com a continuação das cenas, a trama bateu recorde de audiência, com 55 pontos e 61 de pico, atingindo 79% de participação.
O último capítulo marcou uma média de 60 pontos, com picos de 68. A novela teve média geral de 44,9 pontos.
Primeira reprise
Reestreou com 20 pontos. Nessa reprise, enfrentou uma forte concorrência com a segunda reexibição de A Usurpadora, apesar de ter elevado os índices de sua antecessora. Ao contrário do que é especulado, a trama de Manoel Carlos apresentou apenas uma derrota para o SBT em toda a sua exibição e um empate em 7 de março de 2005, quando marcou 14 pontos, a mesma média da novela mexicana, porém, esta chegou aos 15 de pico. A única vez em que a novela de fato ficou na vice-liderança foi em 17 de março quando teve 14 pontos contra 16 da concorrente. Após isso, a trama de Maneco se manteve na liderança isolada, principalmente a partir do mês de maio de 2005, quando ficava frequentemente na casa dos 20 pontos. Seu maior índice foi no último capítulo com 33 pontos, sendo a maior média de um último capítulo na faixa desde a primeira reprise de Anjo Mau em 2003. Fechou com a média geral de 21.58 pontos.
Segunda reprise
O primeiro capítulo, exibido em 7 de setembro de 2020, chegou a 22 pontos. Ao longo da exibição, oscilou entre 17 e 20 pontos, e na reta final, ficou entre 20 e 22 pontos, batendo diversos títulos já reprisados. Ficou atrás apenas da sua antecessora Êta Mundo Bom!. Sua menor média foi registrada em 27 de outubro e 25 de dezembro, ambas com 15 pontos. Em 31 de março de 2021, o antepenúltimo capítulo alcançou 23 pontos, sendo essa a sua maior média. O último capítulo alcançou 22 pontos. Teve média geral de 18,82 pontos, sendo a segunda novela mais assistida da década de 2020.

### Prêmios e indicações
| Ano  | Prêmio                                                               | Categoria                 | Indicação            | Resultado |
| ---- | -------------------------------------------------------------------- | ------------------------- | -------------------- | --------- |
| 2000 | Troféu APCA                                                          | Melhor Atriz              | Marieta Severo       | Venceu    |
| 2000 | Troféu APCA                                                          | Melhor Revelação Feminina | Júlia Feldens        | Venceu    |
| 2000 | Prêmio Globo de Melhores do Ano                                      | Melhor Atriz              | Carolina Dieckmann   | Indicado  |
| 2000 | Prêmio Globo de Melhores do Ano                                      | Melhor Atriz              | Vera Fischer         | Venceu    |
| 2000 | Prêmio Globo de Melhores do Ano                                      | Melhor Ator               | Luigi Baricelli      | Indicado  |
| 2000 | Prêmio Globo de Melhores do Ano                                      | Melhor Ator               | Tony Ramos           | Venceu    |
| 2000 | Prêmio Globo de Melhores do Ano                                      | Melhor Atriz Coadjuvante  | Deborah Secco        | Indicado  |
| 2000 | Prêmio Globo de Melhores do Ano                                      | Melhor Atriz Coadjuvante  | Giovanna Antoneli    | Venceu    |
| 2000 | Prêmio Globo de Melhores do Ano                                      | Melhor Atriz Coadjuvante  | Marieta Severo       | Indicado  |
| 2000 | Prêmio Globo de Melhores do Ano                                      | Melhor Ator Coadjuvante   | Alexandre Borges     | Venceu    |
| 2000 | Prêmio Globo de Melhores do Ano                                      | Melhor Ator Coadjuvante   | José Mayer           | Indicado  |
| 2000 | Prêmio Globo de Melhores do Ano                                      | Melhor Ator Revelação     | Reynaldo Gianecchini | Venceu    |
| 2000 | Prêmio Qualidade Brasil                                              | Melhor Atriz Revelação    | Giovanna Antoneli    | Venceu    |
| 2000 | Prêmio Extra de Televisão                                            | Melhor Telenovela         | Melhor Telenovela    | Venceu    |
| 2000 | Prêmio Extra de Televisão                                            | Melhor Atriz              | Giovanna Antoneli    | Venceu    |
| 2000 | Prêmio Extra de Televisão                                            | Melhor Revelação          | Reynaldo Gianecchini | Venceu    |
| 2000 | Prêmio Kids’ Choice                                                  | Gato do Ano               | Paulo Zulu           | Venceu    |
| 2001 | Prêmio Kids’ Choice                                                  | Gato do Ano               | Reynaldo Gianecchini | Venceu    |
| 2001 | Troféu Imprensa                                                      | Melhor Telenovela         | Melhor Telenovela    | Venceu    |
| 2001 | Troféu Imprensa                                                      | Melhor Atriz              | Carolina Dieckmann   | Venceu    |
| 2001 | Troféu Imprensa                                                      | Melhor Atriz              | Vera Fischer         | Indicado  |
| 2001 | Troféu Imprensa                                                      | Melhor Ator               | Alexandre Borges     | Indicado  |
| 2001 | Troféu Imprensa                                                      | Melhor Ator               | Tony Ramos           | Venceu    |
| 2001 | Troféu Imprensa                                                      | Revelação do Ano          | Giovanna Antonelli   | Venceu    |
| 2001 | Troféu Imprensa                                                      | Revelação do Ano          | Reynaldo Gianecchini | Indicado  |
| 2001 | Troféu Internet                                                      | Melhor Telenovela         | Melhor Telenovela    | Venceu    |
| 2001 | Troféu Internet                                                      | Melhor Atriz              | Carolina Dieckmann   | Venceu    |
| 2001 | Troféu Internet                                                      | Revelação do Ano          | Reynaldo Gianecchini | Venceu    |
| 2001 | Festival Latino Americano de Cine, Vídeo e TV de Campo Grande (2001) | Melhor Telenovela         | Melhor Telenovela    | Venceu    |
| 2001 | Festival Latino Americano de Cine, Vídeo e TV de Campo Grande (2001) | Melhor Autor              | Manoel Carlos        | Venceu    |
| 2001 | Festival Latino Americano de Cine, Vídeo e TV de Campo Grande (2001) | Melhor Diretor            | Ricardo Waddington   | Venceu    |
| 2001 | Prêmio TV Press                                                      | Melhor Autor              | Manoel Carlos        | Venceu    |
| 2001 | Prêmio TV Press                                                      | Melhor Atriz              | Deborah Secco        | Venceu    |
| 2001 | Prêmio TV Press                                                      | Melhor Atriz              | Giovanna Antonelli   | Venceu    |
| 2001 | Prêmio TV Press                                                      | Melhor Atriz              | Marieta Severo       | Venceu    |
| 2001 | Prêmio TV Press                                                      | Melhor Ator Coadjuvante   | Alexandre Borges     | Venceu    |
| 2001 | Prêmio TV Press                                                      | Melhor Ator Revelação     | Cláudio Gabriel      | Venceu    |

## Trilha sonora
Laços de Família contou com duas trilhas sonoras comercializadas: uma nacional e outra internacional. Com direção musical de Mariozinho Rocha e produção musical de Alberto Rosenblit, a trilha sonora contou com artistas nacionais e internacionais, tais como Adriana Calcanhoto, Daniela Mercury, Lara Fabian, Deborah Blando, Skank, Morcheeba, Cássia Eller, Hanson, Toni Braxton, Faith Hill, entre outros. Mais tarde, quando da reprise da novela, em 2005, um terceiro álbum, intitulado O Melhor de Laços de Família, foi lançado, misturando as melhores canções nacionais e internacionais da trama.

## Exibição

### Reprises
Foi reexibida no Vale a Pena Ver de Novo de 28 de fevereiro a 23 de setembro de 2005, em 150 capítulos, substituindo Deus Nos Acuda e sendo substituída por Força de um Desejo. A trama enfrentou diversos problemas com o Ministério da Justiça para ser reprisada. Na estreia original foi autoclassificada como "não recomendada para menores de 12 anos" por conter violência e conteúdo sexual. Na reapresentação em 2005 recebeu classificação indicativa de "Livre", e para possibilitar essa reclassificação, sofreu vários cortes.
Foi reapresentada duas vezes no quadro Novelão, no programa Vídeo Show, a primeira de 26 de outubro a 9 de novembro de 2012, e a segunda de 30 de março a 3 de abril de 2015.
Foi reexibida na íntegra pelo Viva de 15 de fevereiro a 14 de outubro de 2016 às 23h45, substituindo Fera Ferida e sendo substituída por Pai Herói.
Foi reexibida novamente no Vale a Pena Ver de Novo de 7 de setembro de 2020 a 2 de abril de 2021, em 150 capítulos, a mesma quantidade da primeira reprise, mas exibindo as cenas cortadas de 2005, substituindo Êta Mundo Bom! e sendo substituída por Ti Ti Ti. Essa reprise foi em comemoração aos vinte anos da sua estreia.
Chegou a ser cotada para ser reexibida em 7 de julho de 2025 no Globoplay Novelas, canal sucessor do Viva, disputando a vaga com Por Amor em uma faixa interativa através de uma votação do público, que define a substituta de Roque Santeiro.

### Outras mídias
Em 14 de setembro de 2020, foi disponibilizada pelo Globoplay, como parte do Projeto Resgate. Em 2 de junho de 2025, em comemoração ao aniversário de 25 anos da estreia da trama, foi atualizada pela plataforma de streaming da Globo como parte do Projeto Originalidade, com a atualização para o formato de exibição original; com o formato de imagem restaurado em 4:3, além de aberturas, vinhetas de intervalo e encerramento originais.

### Exibição internacional
Laços de Família foi exibida em 66 países. O drama da personagem Camila (Carolina Dieckmann), que tinha leucemia, gerou uma campanha pela doação de órgãos em toda a América Latina e nos Estados Unidos.
- Argentina
- Israel
- Azerbaijão
- Bolívia
- Chile[65]
- Cabo Verde
- Canadá
- França
- Cazaquistão
- Croácia
- El Salvador
- Equador
- Espanha
- Estados Unidos (para a população hispânica)
- Geórgia
- França
- Grécia
- Honduras
- Iugoslávia
- Japão
- México
- Moçambique
- Nicarágua
- Paraguai
- Portugal
- República Dominicana
- Roménia
- Rússia
- Sérvia
- Suíça
- Ucrânia
- Uruguai
- Venezuela